# Convento de la Encarnación (Osuna)
El convento de la Encarnación de la localidad de española de Osuna, fundado en 1626, pertenece a la orden de Mercedarias Descalzas.
El edificio se levantó en 1549 como Hospital de la Encarnación del Hijo de Dios. A principios del siglo XVII, sirvió como colegio de la compañía de Jesús, que luego se trasladó a la iglesia de San Carlos El Real, para transformarse en 1626, en monasterio de monjas mercedarias con el patrocinio de Catalina Enríquez de Ribera, duquesa de Osuna. 

## Descripción

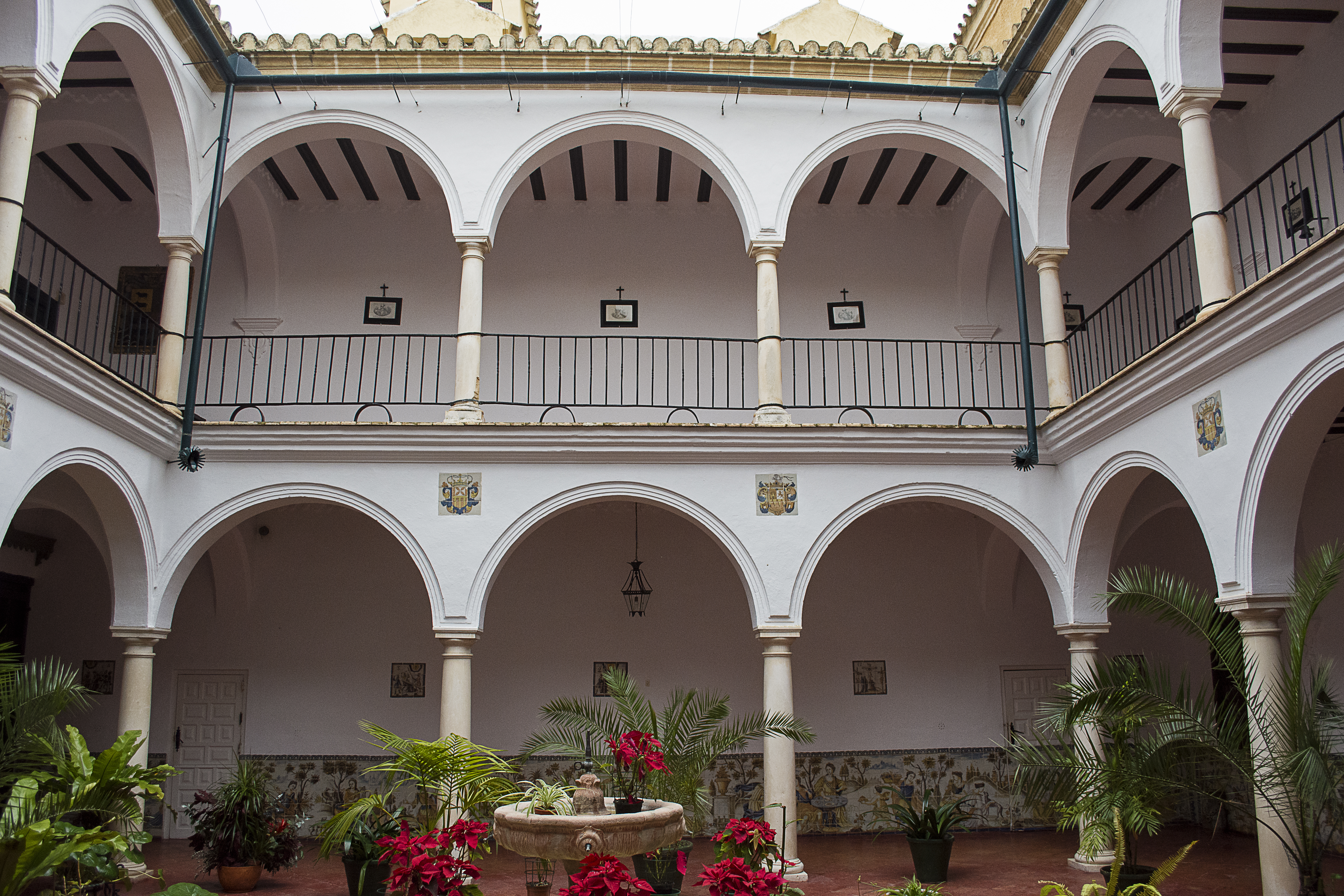
Claustro principal

La fachada del convento es de ladrillo, y el vano de entrada aparece enmarcado por pilastras y rematado por un frontón partido. La iglesia del convento tiene una sola nave y está cubierta con bóveda de cañón y una pequeña bóveda en el presbiterio. El retablo mayor es del siglo XVIII, realizado en estilo barroco y neoclásico, con columnas salomónicas que enmarcan a la escultura de la Virgen de la Merced y relieve de la Anunciación en el ático. Se albergan cinco retablos en los laterales, entre los que destaca el primero del lado de epístola, realizado en estilo barroco, y que contiene el Cristo de la Misericordia, de finales del siglo XVI.

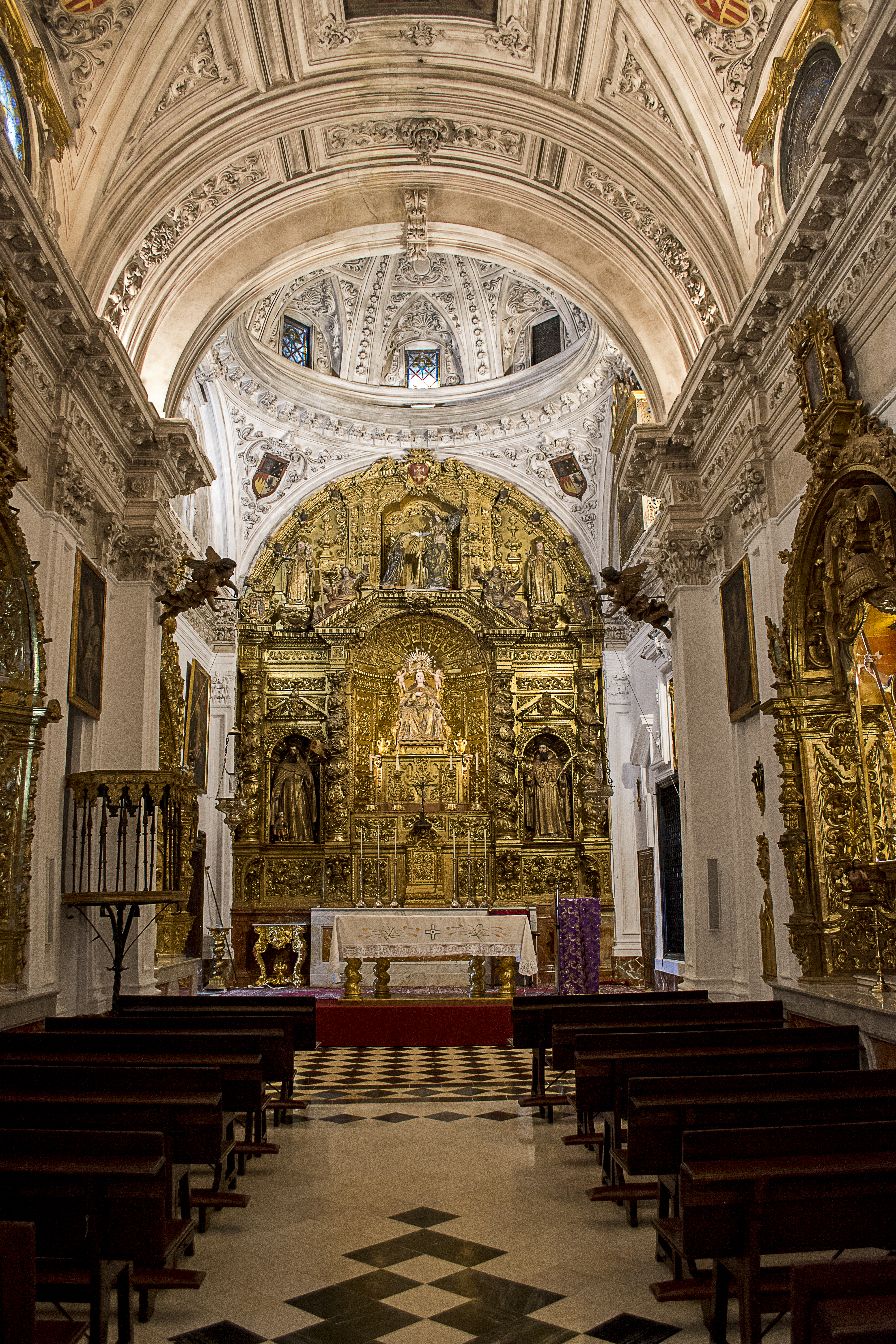
Iglesia del convento

Desde la iglesia se accede al claustro principal del convento, levantado sobre columnas de mármol. El zócalo se encuentra decorado con azulejos sevillanos del siglo XVIII, que constituye un conjunto de gran valor artístico, que representan los cinco sentidos, las estaciones del año y vistas de la Alameda de Hércules de Sevilla, de monjas rezando en el coro y escenas de tauromaquia y montería. En la planta baja se accede al denominado coro bajo con sillería del siglo XVII. Otras salas que dan al claustro se han convertido en museo, entre cuyas obras destacan, una pintura de la Dolorosa de Francisco Meneses Osorio de 1703, una tabla hispano que representa el Descendimiento de principios del siglo XVI y una escultura de la cabeza de San Juan Bautista en barro cocido.

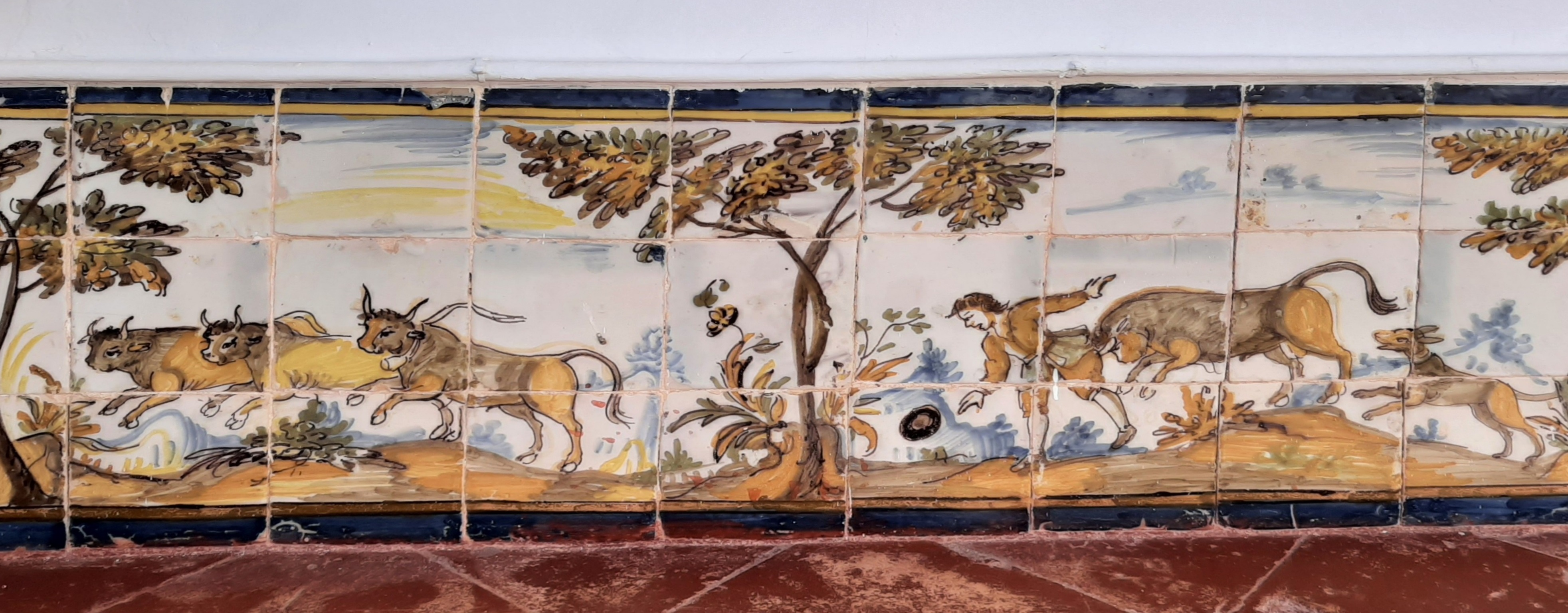
Azulejo sevillano